# Subsistema de Atenção à Saúde Indígena
O Subsistema de Atenção à Saúde Indígena (SasiSUS) é um componente do Sistema Único de Saúde do Brasil (SUS) criado em 1999 (Lei 9 836/1999, ou Lei Arouca), devido a necessidade de garantia aos povos indígenas o acesso à atenção integral à saúde no Brasil, de acordo com os princípios de diretrizes do SUS, contemplando a diversidade social, cultural, geográfica, histórica e política de indivíduos e povos. Nesse sentido, o Subsistema de Saúde Indígena trouxe uma nova proposta, de ora atuar apenas como componente do Sistema Único de Saúde, ora ser precursor, devido sua configuração peculiar e grande autonomia para ajustes na estrutura e organização do SUS, de acordo com as características socioambientais, econômicas, políticas e culturais do povo indígena atendido e seu entorno, tornando o SUS nesses momentos como um sistema apenas de retaguarda e referência para procedimentos e casos específicos.
A Política Nacional de Atenção à Saúde dos Povos Indígenas (PNASPI) foi aprovada pelo Decreto 3 156 de 27 de agosto de 1999.

### Legislação e diretrizes
No Brasil, a Lei 8 080 de 1990, conhecida como lei orgânica do SUS, definiu que o Sistema Único de Saúde deve dispor de “condições para a promoção, proteção e recuperação da saúde" e a fim de cumprir tais garantias também aos povos indígenas, em 23 de setembro de 1999 acrescentou-se à Lei Orgânica do SUS, através da lei n° 9.836/1999, o Subsistema de Atenção à Saúde Indígena (SasiSUS) como um componente do Sistema Único de Saúde (SUS). Tal dispositivo versa sobre oferecer ações e serviços aos diversos povos indígenas em território nacional, de forma individual ou coletiva (Art. 19°-A) e, assim como o SUS, de forma descentralizada, hierarquizada e regionalizada (Art. 7º IX), considerando as especificidades culturais de cada povo, através de abordagem global e diferenciada, "contemplando os aspectos de assistência à saúde, saneamento básico, nutrição, habitação, meio ambiente, demarcação de terras, educação sanitária e integração institucional" (Artigo 19-F).
Dessa maneira, o SUS abriga o Subsistema como componente, o sistema,  ao mesmo tempo em que serve de retaguarda e referência ao SasiSUS, deve garantir atenção integral à saúde da população dos povos indígenas em todo o território brasileiro, de modo a respeitar e se adequar às suas particularidades. Além disso, partindo do princípio de que existem várias culturas e formas distintas (não menos importantes que as outras) de cuidar da saúde, transpassando os saberes populares e adquiridos de acordo com suas tradições. Dessa forma, é importante considerar que deverá "ocorrer adaptações na estrutura e organização do SUS nas regiões onde residem as populações indígenas, para propiciar essa integração e o atendimento necessário em todos os níveis, sem discriminações" (Artigo 19-G, § 2°). Por isso, o sistema estará garantindo o princípio da equidade, cujo objetivo visa reconhecer as diferenciações sociais e ampliar o acesso das populações vulneráveis ao SUS, de forma descentralizada e independente.

### Histórico
O Subsistema de Atenção à Saúde Indígena (SASI) foi criado por Lei 9 836 de 23 de setembro de 1999, conhecida como Lei Arouca em homenagem ao médico sanitarista Antônio Sérgio da Silva Arouca, presidente da Fundação Oswaldo Cruz (Fiocruz) entre 1985 e 1989. Os direitos indígenas, de acordo com o Capítulo VIII da Constituição Federal de 1988 (artigos 231 e 232), afirma que a saúde é um bem de todos e é direito Constitucional promover bem-estar sem qualquer distinção. 
A partir de 2011, a Secretaria Especial de Saúde Indígena (Sesai, criada em 2010) do Ministério da Saúde do Brasil, coordena Política Nacional de Atenção à Saúde dos Povos Indígenas e o Subsistema de Atenção à Saúde Indígena (SasiSUS), que visa contemplar e particularizar medidas de apoio à saúde dessas comunidades, de modo individual de acordo com cada região assistida.

#### A criação  do SasiSUS como expressão de um novo conceito de saúde
No Brasil e em outros países o conceito de Saúde mudou ao longo do tempo. Segundo Moacyr Scliar, médico especialista em Saúde Pública, em seu artigo “História do conceito de saúde”, o conceito da OMS, divulgado na Carta de Princípios de 7 de abril de 1948 (desde então o Dia Mundial da Saúde), implicando o reconhecimento do direito à saúde e da obrigação do Estado na promoção e proteção da saúde, diz que "Saúde é o estado do mais completo bem-estar físico, mental e social e não apenas a ausência de enfermidade", gerou muita repercussão em todo mundo, que, em conjunto com rupturas políticas que aconteciam em vários países, como por exemplo no Brasil com o fim da Ditadura Empresarial-Militar, tal conceito foi tomando espaço nas novas formulações de políticas públicas em Saúde e assumindo papel importante no que posteriormente seria proposto como SUS.
Antes, a política de Saúde no Brasil era centrada atendimento para apenas alguns grupos possuidores de condições para arcar com serviços privados, o que levantava grandes críticas aos índices alarmantes de desassistência e adoecimento. Porém, com a redemocratização o conceito ampliado de Saúde tornou-se latente e assumiu papel central na reformulação do Sistema Nacional de Saúde, com destaque para 8° Conferência Nacional de Saúde presidida por Sérgio Arouca, onde a defesa da "saúde como um Direito de todos" mostra a transição conceitual e sua influência na construção de políticas públicas. Sem essa transição conceitual, não poderíamos conceber, por exemplo, o Sistema Único de Saúde e consequentemente o Subsistema de Saúde Indígena com sua configuração que  ampliou o acesso à saúde também a indígenas, de acordo com suas peculiaridades.

#### Estruturação do SasiSUS
Acerca do processo de financiamento, de acordo com a Lei 9 836 de 23 de setembro de 1999, caberá à União, com seus recursos próprios, financiar o Subsistema de Atenção à Saúde Indígena (Artigo 19-C). Bem como, de acordo com o Artigo 19-G, o Subsistema de Atenção à Saúde Indígena deverá ser, como o SUS, descentralizado, hierarquizado e regionalizado. Ou seja, descentralizado e regionalizado devido haver, a partir da particularidade de cada região, a autonomia de propor medidas estratégicas de saúde que podem ou não ser iguais a outro determinado lugar. Essa autonomia é importante visto que os gestores promovem políticas de saúde específicas e direcionam os fundos de saúde para onde há determinada necessidade, isto é, conseguem alocar os repasses do Governo Federal com especificidade. 
Em relação à hierarquização, o SasiSUS é composto por 34 Distritos Especiais de Saúde Indígena (DSEI), distribuídos por todo o território brasileiro. Esses distritos são áreas dinâmicas que respeitam as particularidades étnico-culturais das comunidades indígenas, garantindo a prestação de serviços de saúde de acordo com as diretrizes nacionais. A principal função dos DSEI é assegurar um atendimento de qualidade, sem discriminação, considerando as especificidades de cada grupo indígena.
No âmbito federal, o SasiSUS está sob a responsabilidade da Secretaria Especial de Saúde Indígena (SESAI), que integra a estrutura do Ministério da Saúde. A SESAI tem a missão de promover, proteger e recuperar a saúde dos povos indígenas, levando em consideração suas culturas, o perfil epidemiológico e as condições sanitárias de cada comunidade.
Os DSEI, enquanto unidades descentralizadas do SasiSUS, são responsáveis pela gestão da saúde indígena em suas áreas de atuação, que podem abranger mais de um estado, como é o caso do DSEI-MG/ES, que atua nos estados de Minas Gerais e Espírito Santo. Eles oferecem atenção primária à saúde, articulando-se com a rede do SUS para serviços especializados e vigilância epidemiológica, além de contar com a participação dos Conselhos Locais e Distritais de Saúde Indígena para garantir o controle social sobre suas atividades.